# I love music
I love music is een single van The O'Jays. Het is afkomstig van hun album Family reunion. De versie verschenen op het album duurt drie minuten langer dan de singleversie. I love music verkocht vooral in de Verenigde Staten goed en was veelal te horen in de discotheken aldaar. Bill Cosby is te horen op de bongo’s en in het refrein zong acteur Cleavon Little een deuntje mee.
Van het nummer is een aantal covers bekend, waarvan die van Rozalla uit 1993 de meeste hitpotentie had. Ze haalde de net als The O’Jays de Billboard Hot 100 (plaats 76) en de Britse hitlijst (18).

## Hitnotering
The O’Jays haalden de vijfde plaats in de Billboard Hot 100, maar stonden zes weken lang nummer 1 in de gelieerde Soullijst. Ook in Engeland verkocht I love music goed; ze haalde de dertiende plaats in twaalf weken. In de Nederlandse Top 40 stond het zes weken in de tipparade genoteerd met hoogste plaats 3. De Daverende 30, Belgische BRT Top 30 en Vlaamse Ultratop 30 werden niet gehaald.

### NPO Radio 2 Top 2000
I love music stond alleen in 1999 in de NPO Radio 2 Top 2000, op plek 1837.